# Jan Berger (1976)
Jan Berger (* 18. srpna 1976 Praha) je bývalý česko-švýcarský fotbalový záložník a český mládežnický reprezentant.
Jeho otcem je bývalý československý reprezentant a fotbalista roku 1984 Jan Berger st. (* 1955). Jeho bratr Tomáš Berger (* 1985) byl prvoligovým fotbalistou a bratranec Patrik Berger (* 1973) reprezentoval Československo i Českou republiku.

## Hráčská kariéra
Začínal v pražské Spartě a po přestupu svého otce do Curychu začal hrát za místní Grasshopper Club. V tomto klubu později zaznamenal první starty ve švýcarské lize a vyhrál s ním dva mistrovské tituly (1994/95 a 1995/96). V nejvyšší švýcarské soutěži odehrál za Grasshopper Club Curych, FC Basilej, FC Aarau a FC St. Gallen celkem 103 zápasy (13. června 1995 – 14. září 2002), v nichž vstřelil 4 branky. V sezoně 1999/00 nastupoval ve druhé švýcarské lize za AC Bellinzona (podzim 1999) a FC Baden (jaro 2000).
Po rozvázání smlouvy v St. Gallenu se na začátku roku 2003 vrátil do České republiky, kde se připravoval s mužstvem FK Chmel Blšany. Na podzim 2003 zasáhl v dresu Marily Příbram do dvou prvoligových utkání (2.–8. listopadu 2003). Od jara 2004 hrál nižší švýcarské soutěže za FC Sion (II. liga), FC Sion U21 (IV. liga), FC Lausanne-Sport, FC Bulle a CS Chênois Ženeva (vše III. liga).
V sezoně 2007/08 hostoval ve druholigovém Třinci a po sezoně posílil rovněž druholigové Slovácko, v jehož dresu nastupoval na podzim 2008. Poté odešel do indického klubu SC East Bengal (Kalkata).
Na jaře 2010 hrál druhou švýcarskou ligu za FC Gossau a tamtéž nastupoval ve třetí nejvyšší soutěži na podzim téhož roku. Posledními působišti Jana Bergera ml. byla mužstva FC Stans a FC Amriswil.

### Reprezentace
Jednou nastoupil za českou fotbalovou reprezentaci do 21 let. Stalo se tak ve středu 12. března 1997 v přátelském utkání s polskými vrstevníky ve Vratislavi, které skončilo nerozhodně 1:1, když po prvním poločase vedla Česká republika nejtěsnějším rozdílem brankou Jiřího Jarošíka ze 42. minuty.

### Evropské poháry
V evropských pohárech zasáhl do osmi utkání, v nichž vstřelil jednu branku. Za Grasshopper Club Curych nastoupil v jednom utkání kvalifikace (proti českému mistru Slavii Praha) a dvou zápasech skupinové fáze Ligy mistrů 1996/97. Ve skupině dal gól v Glasgowě, kde Curyšští podlehli domácím Rangers FC 2:1 (hráno 20. listopadu 1996, obě branky Rangers obstaral Ally McCoist).
Dalších pět startů přidal za FC St. Gallen – dva na podzim 2000 (po jednom v kvalifikaci Ligy mistrů a Poháru UEFA), jeden na podzim 2001 v Poháru UEFA a poslední dva v červenci 2002 v Poháru Intertoto.

### Ligová bilance (I. a II. liga)
| Ročník           | Zápasy | Góly | Minuty | Klub                    |
| ---------------- | ------ | ---- | ------ | ----------------------- |
| I. liga 1994/95  | 1      | 0    | 29     | Grasshopper Club Curych |
| I. liga 1995/96  | 2      | 0    | 133    | Grasshopper Club Curych |
| I. liga 1996/97  | 13     | 0    | 281    | Grasshopper Club Curych |
| I. liga 1997/98  | 16     | 2    | 990    | FC Basilej              |
| I. liga 1998/99  | 24     | 2    | 1 203  | FC Aarau                |
| II. liga 1999/00 | 14     | 0    | –      | AC Bellinzona           |
| II. liga 1999/00 | 13     | 0    | 982    | FC Baden                |
| I. liga 2000/01  | 21     | 0    | 932    | FC St. Gallen           |
| I. liga 2001/02  | 16     | 0    | 918    | FC St. Gallen           |
| I. liga 2002/03  | 10     | 0    | 586    | FC St. Gallen           |
| I. liga 2003/04  | 2      | 0    | 45     | FC Marila Příbram       |
| II. liga 2003/04 | 15     | 1    | 982    | FC Sion                 |
| II. liga 2007/08 | 25     | 3    | –      | FK Fotbal Třinec        |
| II. liga 2008/09 | 12     | 0    | 830    | 1. FC Slovácko          |
| II. liga 2009/10 | 10     | 0    | 687    | FC Gossau               |
| CELKEM I. LIGA   | 2      | 0    | 45     |                         |
| CELKEM I. LIGA   | 103    | 4    | 5 072  |                         |
| CELKEM II. LIGA  | 37     | 3    | –      |                         |
| CELKEM II. LIGA  | 52     | 1    | –      |                         |